# Phasmoneura exigua
Phasmoneura exigua – gatunek ważki z rodziny łątkowatych (Coenagrionidae). Występuje na terenie Ameryki Południowej – w Brazylii i Gujanie Francuskiej.